# ジョセフ・ランカスター

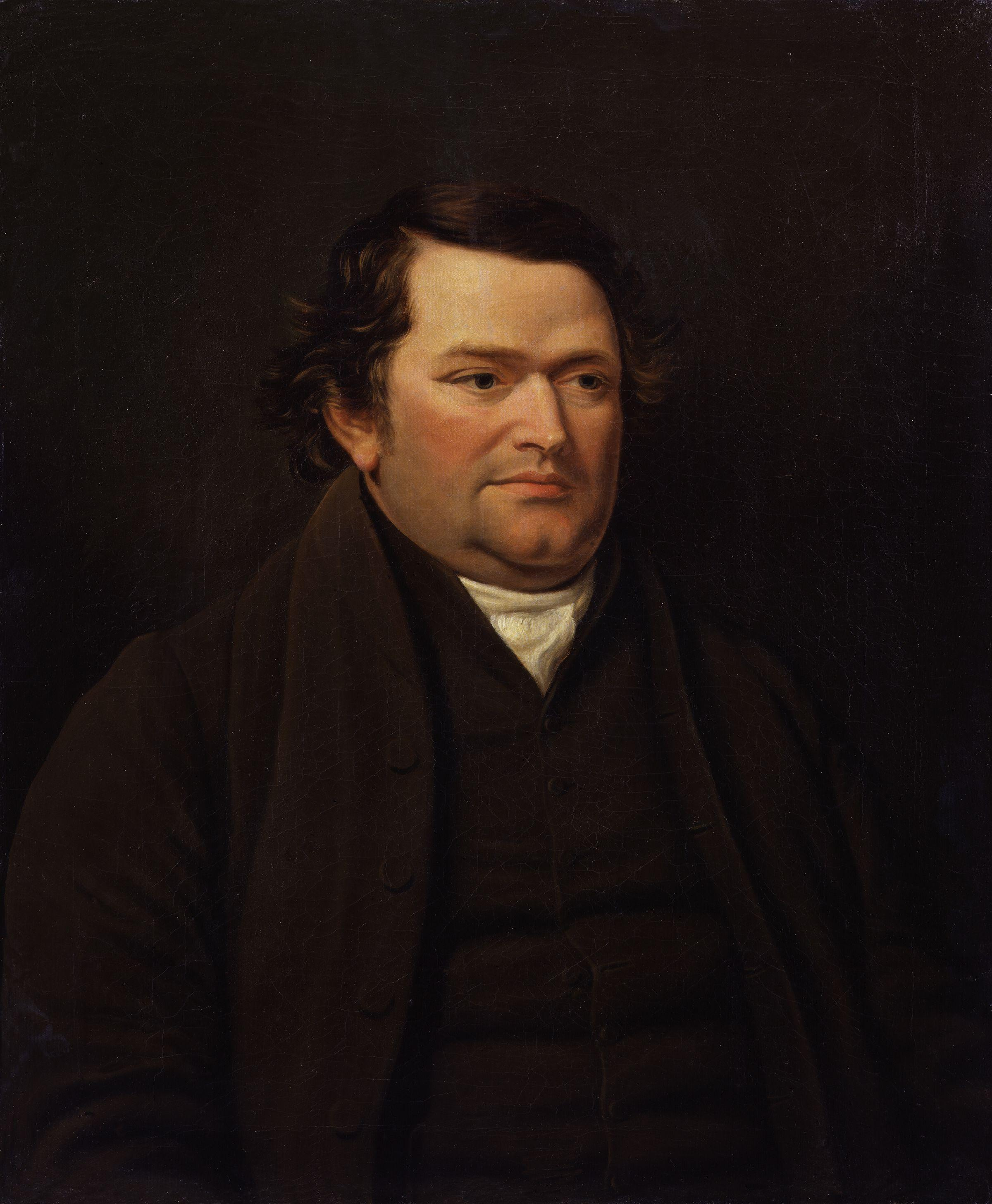
ジョセフ・ランカスター, 1818

ジョセフ・ランカスター（Joseph Lancaster、1778年11月25日 - 1838年10月23日）は、イギリスの教育学者。
靴職人の息子としてロンドンに生まれたランカスターは、子どもの時、宗教的な啓示を何度か見た。14歳で彼は実家を離れ、「可哀そうな黒い人たちにキリストの言葉を宣教する」ため、西インドへの渡航の機会を求めてブリストルに赴いた。ランカスターは、ブリストルで仕事を見つけ、クエーカー教徒の「友愛会」に参加した。
20歳で彼はロンドンに戻り、そこで貧困地区サウスワーク(Southwark) のポロー・ロード(Borou Road)に小学校を開設した。教師の人件費を節約するために、彼は年長のの生徒たちに、下級生たちの面倒を見させることにした。ひとつのクラスの中に、いろんな年齢層の子どもたちが寄せ集められていた。また彼はその宗教的な信念に基づいて、生徒への身体教育は行わなかった。
しかし、しっかりとした教育を受けさせることは、は教育においては重要な観点になっていた。子どもたちは狭い教室にびっしりと押し込まれ、鞄は一杯にされた。彼の学校は大変人気があり、生徒数は1,000人を超えた。しかし、ランカスターは経済的にしばしば窮地に陥り、学校を経済的に支援してくれる裕福な後援者たちのおかげで、彼は自らの教育理念を訴えるための講演旅行をすることができた。
その後、講演者たちとの軋轢から、彼はロンドンの郊外トーティング(Tooting)でのある学校の設立問題で、破産に陥った。その後の経過の中で、彼はイギリスを去り、アメリカ合衆国に渡る。そこでも彼は学校経営を模索したが、経営的にはあまり成果を上げることができなかった。ベネズエラやカナダへの旅行もしている。1838年10月23日、彼はニューヨークで車にひかれるという事故に遭い、その時の負傷がもとで亡くなった。
ランカスターの教育理念は、19-20世紀の教育学に顕著な影響を及ぼし、いわゆるベル・ランカスター法(助教法、en:Monitorial System)は、欧米諸国のみならず20世紀半ばまで1クラスしかない田舎の小さな小学校の教育にはその影響を残した。
現在、彼自身のランカスター方式のスタイルを再現するため作られた教室が一つだけ存在している。イギリス、ハートフォードシャ―にあるブリティッシュ学校博物館の中に再現されたものである。